# José Martins Cabral
José Martins Cabral (Laguna) foi um político brasileiro.
Foi promotor público em Tubarão.
Foi intendente municipal em Tubarão, cargo correspondente a prefeito municipal.
Pelo Partido Republicano Catarinense foi eleito deputado constituinte à Assembleia Legislativa de Santa Catarina, com 7.559 votos - representando Tubarão e Araranguá -, integrando a 1ª Legislatura (1891). Foi deputado à Assembleia Legislativa de Santa Catarina na 9ª legislatura (1916 — 1918).